# John B. Goodenough
John B. Goodenough (anglès: John Bannister Goodenough)  (Jena, 25 de juliol de 1922 - Austin, 25 de juny de 2023) fou un científic de materials estatunidenc, físic de l'estat sòlid i premi Nobel de química. És professor d'enginyeria mecànica i ciència dels materials a la Universitat de Texas a Austin. Se li atribueix la identificació i el desenvolupament de la bateria d'ió liti, el desenvolupament de les regles Goodenough–Kanamori de determinació del signe del superintercanvi en materials, i el desenvolupament seminal de memòria d'accés aleatori als ordinadors.
Goodenough va néixer a Jena (Alemanya) de pares estatunidencs. Mentre estudiava a la Universitat Yale i després de graduar-se'n, va ser meteoròleg de l'exèrcit dels Estats Units a la Segona Guerra Mundial. Va obtenir un doctorat en física de la Universitat de Chicago, va ser investigador al laboratori Lincoln del MIT i després cap del laboratori de química inorgànica de la Universitat d'Oxford. Del 1986 ençà ha sigut professor de la facultat d'enginyeria de la Universitat de Texas a Austin.
Va rebre la Medalla Nacional de Ciència, la Medalla Copley, el Premi Enrico Fermi, el Premi Draper i el Premi Japó. El Premi John B. Goodenough en ciència de materials li està dedicat. El 2019 va rebre el Premi Nobel de Química conjuntament amb M. Stanley Whittingham i Akira Yoshino, i es convertí, amb 97 anys, en el guardonat més vell de la història dels premis.